# فرودگاه جانسی
فرودگاه جانسی (به انگلیسی: Jhansi Airport) (به زبان بومی: झाँसी हवाईअड्डा) یک فرودگاه همگانی است که یک باند فرود آسفالت دارد. این فرودگاه در شهر جانسی کشور هند قرار دارد .